# Климівщина
Климі́вщина — село в Україні, у Самбірському районі Львівської області. Населення становить 1 особа. Орган місцевого самоврядування  Новокалинівська міська рада.